# Kuststad 2025
Kuststad 2025 är ett stadsutvecklingsprojekt i Trelleborgs kommun. Projektet är omfattande och syftar till att bygga nya stadsdelar med bostäder, service och rekreationsytor i delar av det nya hamnområdet i Trelleborg.  En ringväg och ny infart till Trelleborgs hamn är en förutsättning för projektet, liksom att den planerade flytten av hamnen fullföljs.

## Bakgrund
Bakgrunden till projektet är att Trelleborgs Hamn AB:s kunder efterfrågat större hamnbassänger med längre kajer och mer manöverutrymme. Hamnen är dessutom i behov av större landytor för bland annat uppställning och incheckning. Hamnbolagets påbörjade flytt åt sydost ger staden möjlighet att växa och åter få kontakt med havet, mitt i centrala Trelleborg.
Trelleborgs kommun beslutet att stadsutvecklingen ska ske i ett sammanhållet projektet. Projektet fick namnet Kuststad 2025 och leds av Trelleborgs kommun i samarbete med EU och Tillväxtverket. Även kommunala bolag som Trelleborgs Hamn AB och AB Trelleborgshem deltar i arbetet.

## De olika delarna i projektet
Kuststad 2025 består av fyra delprojekt; Sjöstaden, Stadskärnan, Ringvägen & hamninfarten samt Business center Trelleborg.
Sjöstaden är arbetsnamnet för de nya stadsdelarna som planeras i de västra delarna av den befintliga hamnen. Totalt handlar det om 50 hektar hårdgjord yta där det i dagsläget främst finns uppställningsytor för lastbilar och trailers samt lagerbyggnader. Här planeras för drygt 4000 bostäder, grönytor och lokaler för service. Genom att ta tillvara området kan Trelleborg växa utan att bebygga jordbruksmark med klass 10-jord.
Trelleborgs kommun deltog under 2017 i arkitekttävlingen Europan med Sjöstaden. 28 bidrag med förslag för hur området kan utvecklas lämnades in.
I delprojektet stadskärnan handlar arbetet om att knyta samman de nya stadsdelarna med den befintliga stadskärnan samt Trelleborgs Centralstation.
En ringväg och ny hamninfart från öster är en förutsättning för att stadsutvecklingen ska kunna ske. Kommunfullmäktige beslutade med bred majoritet i februari 2016 att Trelleborg ska ha en östlig ringväg och ny hamninfart klara att använda senast 1 januari 2026.
Business center Trelleborg handlar om näringslivsutveckling och en utveckling av det befintliga östra industriområdet. När en östlig ringväg och ny hamninfart är klara att använda kan hamnverksamheten flytta till de nya ytorna i öster. Östra verksamhetsområdet blir då stadens framsida, mitt i en expansiv region. Med siktet inställt på detta arbetar Trelleborgs kommun och Trelleborgs Hamn tillsammans med näringslivet för att utveckla området för framtiden. Visionen är att Business center ska vara ett starkt, stolt och samverkande område.
På området kommer det också att finnas hamnrelaterade verksamheter, som incheckning och lastbilsuppställning. Dessa ska samordnas med resten av området där befintliga verksamheter möter nyetableringar.